# Azrael (DC Comics)
Pour les articles homonymes, voir Azraël (homonymie).
Azrael est un personnage de fiction créé par Dennis O'Neil et Joe Quesada dans le comic book Azrael (Batman: Sword of Azrael) en 1992. La véritable identité d'Azrael est Jean-Paul Valley, il a utilisé pendant un temps le costume de Batman dans les comics Knightfall.

## Biographie fictive
Azrael est issu d'un programme développé par l'Ordre de Saint Dumas. Durant la saga Knightfall, il assume un temps l'identité de Batman pour remplacer le héros, après que Bane lui ait brisé la colonne vertébrale. Trop instable pour remplir cette fonction correctement, Azrael dut rendre le masque et la cape de Batman à son propriétaire et s'embarqua plus tard dans une croisade contre l'ordre de Saint Dumas. Prouvant sa valeur aux yeux de Batman, il est aujourd'hui considéré par ce dernier comme un allié de choix. Il porte 3 costumes différents :
- L'habit d'Azrael portait l'emblème de Saint Dumas.
- Le second montre sa fidélité envers Batman.
- Le troisième marque un nouveau chapitre de la vie d'Azraël.

Azrael est un pseudonyme utilisé par deux personnages fictifs apparaissant dans les bandes dessinées américaines publiées par DC Comics. La version originale, Jean-Paul Valley, a été créée par Denny O'Neil, Joe Quesada et Peter Milligan, et a fait ses débuts dans Batman : Sword of Azrael #1 (octobre 1992).
Le deuxième personnage à prendre le pseudonyme était Michael Washington Lane, dans Azrael : Death's Dark Knight #1 (mai 2009). Les deux itérations sont des justiciers et des assassins chrétiens créés par l'Ordre de Saint-Dumas et/ou ses dérivés (c'est-à-dire l'Ordre de la Pureté), des organisations religieuses secrètes cherchant à rétablir la justice à Gotham City par le biais de l'extrémisme religieux. Ils sont généralement décrits comme des anti-héros et des alliés réticents de Batman et de la Bat-famille, luttant contre les formes de manipulations employées par leurs ordres respectifs, les tendances violentes façonnées par les tragédies de leur vie et se révélant être des alliés de confiance de Batman.
Dans les médias, l'incarnation d'Azrael par Michael Lane a été présentée dans la série de jeux vidéo Batman: Arkham, exprimée par Khary Payton, tandis qu'une itération originale d'Azrael, Theo Galavan, est apparue dans la deuxième saison de la série télévisée Gotham, interprétée par James Frain.

## Origine du nom
Azraël est le nom donné, dans la tradition hébraïque, à l'ange de la mort, celui qui vient chercher les âmes à la mort de leur propriétaire (selon un ordre divin).

## Œuvres où le personnage apparaît

### Comics
- 1992 : La Lame d'Azrael (Batman, Sword of Azrael), no 1-4, 1992-1993 
  - 1993 : Azrael (Édition Comics USA - Graphic US, dessins : Joe Quesada, scénario : Dennis O'Neil)  (ISBN 978-2-8769-5208-9)
  - 2013 : La Lame d'Azrael, réédition Urban Comics
- 1993 : Knightfall (DC Comics, 82 épisodes, supervision : Dennis O'Neil), 1993-1994
- 1995 : Azrael vol.1, no 1-104, 1995-2003 (devient Azrael : Agent of the Bat à partir du numéro no 47)
- 1996 : Batman: Contagion : contient Azrael vol.1 no 15
- 1999 : Batman: No Man's Land : contient Azrael vol.1 no 51-61
- 2009 : Azrael: Death's Dark Knight, no 1-3
- 2009 : Azrael: The Eighth Deadly Sin : contient Batman Annual no 27 et Detective Comics Annual no 11
- 2009 : Azrael vol.2, no 1-18, 2009-2011
  - 2010 : Azrael: Angel in the Dark : contient Azrael vol. 2 no 1-6
  - 2012 : Batman: Gotham Shall Be Judged : contient Azrael vol. 2 no 14-18
- 2019 : Batman: Curse of the White Knight

### Série télévisée
- 2016 : Gotham, Saison 2 de Gotham (interprété par James Frain).

### Jeux vidéo

#### Série Arkham
- 2011 : Batman: Arkham City : Azrael est l'objet d'une mission secondaire du jeu, "Le Veilleur". Il observe Batman depuis quelques endroits de la ville, et chaque fois que le Chevalier noir le repère, il laisse derrière lui un symbole, qui sert en fait de carte pour un rendez-vous prochain. Il finit par annoncer à Batman une terrible prophétie. Toutefois, celui du jeu vidéo n'est pas Jean Paul Valley mais Michael Lane, son remplaçant.
- 2015 : Batman: Arkham Knight : Azrael annonce à Batman que la prophétie se réalise et que des jours sombres arrivent, faisant donc le lien avec son apparition dans Arkham City. Il se propose de devenir le successeur du Chevalier Noir. Batman va alors lui faire passer des tests pour déterminer s'il est digne de porter sa cape, en menant en parallèle des recherches sur l'identité d'Azrael et sa mission. Il découvre finalement qu'il n'a pas été envoyé pour lui succéder, mais pour le remplacer, quitte à le tuer si nécessaire. Batman se confronte alors à Azrael et fait appel à sa véritable identité pour qu'il renonce à sa mission et redevienne libre. Azrael devra alors faire un choix : s'il choisit d'accomplir sa mission et de tuer Batman, ce dernier l'arrêtera et l'enfermera au G.C.P.D., mais s'il décide d'abandonner sa mission, il quittera Gotham avec pour objectif de renverser l'Ordre de Saint Dumas.

#### Série LEGO
- 2008 : Lego Batman : il peut être débloqué directement dans la version de la Nintendo DS, alors que sur console [Lesquelles ?], il faut d'abord trouver plusieurs kits de construction.
- 2012 : Lego Batman 2: DC Super Heroes
- 2014 : Lego Batman 3 : Au-delà de Gotham